# Consorti dei sovrani d'Assia
Questo è l'elenco delle Langravie, Elettrici e Granduchesse d'Assia consorti.

## Assia
Langravia d'Assia (1264-1458) 
| Immagine | Nome                        | Padre                                           | Nascita       | Matrimonio                        | Diventò Langravia           | Cessò di essere Langravia         | Morte                      | Marito     |
| -------- | --------------------------- | ----------------------------------------------- | ------------- | --------------------------------- | --------------------------- | --------------------------------- | -------------------------- | ---------- |
|          | Adelaide di Brunswick       | Ottone I di Brunswick-Lüneburg (Welf)           | 1244          | prima del 26 marzo 1263           | 1264 ascesa del marito      | 12 giugno 1274                    | 12 giugno 1274             | Enrico I   |
|          | Matilde di Kleve            | Teodorico VI, conte di Kleve (Kleve)            | ?             | prima del 26 febbraio 1276        | prima del 26 febbraio 1276  | 21 dicembre 1308 morte del marito | 21 dicembre 1309           | Enrico I   |
|          | Adelaide di Ravensberg      | Ottone III di Ravensberg                        | ?             | 1297                              | 21 dicembre 1308            | 17 gennaio 1328                   | 3 aprile 1338              | Ottone I   |
|          | Adelaide di Brunswick       | Alberto II di Brunswick-Lüneburg (Welf)         | 25 marzo 1290 | 1306                              | 21 dicembre 1308            | 16/22 febbraio 1311               | 14 febbraio/2 ottobre 1311 | Giovanni   |
|          | Elisabetta di Turingia      | Federico I di Turingia (Wettin)                 | 1306          | 3 febbraio 1318/25 settembre 1320 | 17 gennaio 1328             | 1340                              | 1368                       | Enrico II  |
|          | Giovanna di Nassau-Weilburg | Giovanni I di Nassau-Weilburg (Nassau-Weilburg) | 1362          | 30 gennaio/11 febbraio 1377       | 30 gennaio/11 febbraio 1377 | 1º gennaio 1383                   | 1º gennaio 1383            | Ermanno II |
|          | Margherita di Norimberga    | Federico V di Norimberga (Hohenzollern)         | 1363          | 15 ottobre 1383                   | 15 ottobre 1383             | 15 gennaio 1406                   | 15 gennaio 1406            | Ermanno II |
|          | Anna di Sassonia            | Federico I di Sassonia (Welf)                   | 5 giugno 1420 | 13 settembre 1436                 | 13 settembre 1436           | 17 gennaio 1458 morte del marito  | 17 settembre 1462          | Luigi I    |

 Langravia d'Assia Inferiore (1458-1500) 
| Immagine | Nome                         | Padre                                         | Nascita           | Matrimonio       | Diventò Langravia | Cessò di essere Langravia | Morte          | Marito       |
| -------- | ---------------------------- | --------------------------------------------- | ----------------- | ---------------- | ----------------- | ------------------------- | -------------- | ------------ |
|          | Matilde di Württemberg       | Ludovico I di Württemberg-Urach (Württemberg) | 1436              | 18 agosto 1454   | 18 agosto 1454    | 8 novembre 1471           | 6 giugno 1495  | Luigi II     |
|          | Anna di Brunswick            | Guglielmo IV di Brunswick-Lüneburg (Welf)     | 1460              | 17 febbraio 1488 | 17 febbraio 1488  | 3 giugno 1493             | 16 maggio 1520 | Guglielmo I  |
|          | Iolanda di Vaudémont         | Federico II di Vaudémont                      | ?                 | 9 novembre 1497  | 9 novembre 1497   | 21 maggio 1500            | 21 maggio 1500 | Guglielmo II |
|          | Anna di Meclemburgo-Schwerin | Magnus II di Meclemburgo (Meclemburgo)        | 14 settembre 1485 | 20 ottobre 1500  | 20 ottobre 1500   | 11 luglio 1509            | 12 maggio 1525 | Guglielmo II |

 Langravia d'Assia Superiore (1458-1500) 
| Immagine | Nome                   | Padre                              | Nascita          | Matrimonio | Diventò Langravia | Cessò di essere Langravia | Morte            | Marito     |
| -------- | ---------------------- | ---------------------------------- | ---------------- | ---------- | ----------------- | ------------------------- | ---------------- | ---------- |
|          | Anna di Katzenelnbogen | Filippo I, conte di Katzenelnbogen | 5 settembre 1443 | 1458       | 1458              | 13 gennaio 1483           | 16 febbraio 1494 | Enrico III |

 Langravia d'Assia (1500-1567) 
| Immagine | Nome                 | Padre                              | Nascita          | Matrimonio       | Diventò Langravia | Cessò di essere Langravia | Morte          | Marito    |
| -------- | -------------------- | ---------------------------------- | ---------------- | ---------------- | ----------------- | ------------------------- | -------------- | --------- |
|          | Cristina di Sassonia | Giorgio, duca di Sassonia (Wettin) | 25 dicembre 1505 | 11 dicembre 1523 | 11 dicembre 1523  | 15 aprile 1549            | 15 aprile 1549 | Filippo I |

## Assia-Kassel
Langravia d'Assia-Kassel (1567-1803) 
| Immagine | Nome                                  | Padre                                                    | Nascita          | Matrimonio        | Diventò Langravia                  | Cessò di essere Langravia        | Morte            | Marito       |
| -------- | ------------------------------------- | -------------------------------------------------------- | ---------------- | ----------------- | ---------------------------------- | -------------------------------- | ---------------- | ------------ |
|          | Sabina di Württemberg                 | Cristoforo di Württemberg (Württemberg)                  | 2 luglio 1549    | 11 febbraio 1566  | 31 marzo 1567                      | 17 agosto 1582                   | 17 agosto 1582   | Guglielmo IV |
|          | Agnese di Solms-Laubach               | Giovanni Giorgio di Solms-Laubach (Solms-Laubach)        | 7 gennaio 1578   | 23 settembre 1593 | 23 settembre 1593                  | 23 novembre 1602                 | 23 novembre 1602 | Maurizio     |
|          | Giuliana di Nassau-Dillenburg         | Giovanni VII di Nassau-Siegen (Nassau-Siegen)            | 3 settembre 1587 | 22 maggio 1603    | 22 maggio 1603                     | 1627 abdicazione del marito      | 15 febbraio 1643 | Maurizio     |
|          | Amalia Elisabetta di Hanau-Münzenberg | Filippo Luigi II di Hanau-Münzenberg (Hanau-Münzenberg)  | 29 gennaio 1602  | 21 settembre 1619 | 1627                               | 21 settembre 1637                | 8 agosto 1651    | Guglielmo V  |
|          | Edvige Sofia di Brandeburgo           | Giorgio Guglielmo di Brandeburgo (Hohenzollern)          | 14 luglio 1623   | 19 luglio 1649    | 16 luglio 1663                     | 26 giugno 1683                   | 26 giugno 1683   | Guglielmo VI |
|          | Maria Amalia di Curlandia             | Giacomo Kettler (Kettler)                                | 12 giugno 1653   | 21 maggio 1673    | 21 maggio 1673                     | 16 giugno 1711                   | 16 giugno 1711   | Carlo I      |
|          | Ulrica Eleonora di Svezia             | Carlo XI di Svezia (Palatinato-Zweibrücken)              | 23 gennaio 1688  | 15 maggio 1715    | 23 marzo 1730                      | 24 novembre 1741                 | 24 novembre 1741 | Federico I   |
|          | Maria di Gran Bretagna                | Giorgio II di Gran Bretagna (Hannover)                   | 5 marzo 1723     | 28 giugno 1740    | 1º febbraio 1760 ascesa del marito | 14 gennaio 1772                  | 14 gennaio 1772  | Federico II  |
|          | Filippina di Brandeburgo-Schwedt      | Federico Guglielmo di Brandeburgo-Schwedt (Hohenzollern) | 10 ottobre 1745  | 10 gennaio 1773   | 10 gennaio 1773                    | 31 ottobre 1785 morte del marito | maggio 1800      | Federico II  |
|          | Guglielmina Carolina di Danimarca     | Federico V di Danimarca (Oldenburg)                      | 10 luglio 1747   | 1º settembre 1764 | 31 ottobre 1785                    | 15 maggio 1803                   | 14 gennaio 1820  | Guglielmo IX |

 Langravia d'Assia-Rotenburg (1627–1834) 
| Immagine | Nome                                      | Padre                                                                                | Nascita            | Matrimonio        | Diventò Langravia                  | Cessò di essere Langravia         | Morte             | Marito           |
| -------- | ----------------------------------------- | ------------------------------------------------------------------------------------ | ------------------ | ----------------- | ---------------------------------- | --------------------------------- | ----------------- | ---------------- |
|          | Sofia Giuliana di Waldeck                 | Cristiano, Conte di Waldeck-Wildungen (Waldeck-Wildungen)                            | 1º aprile 1607     | 31 dicembre 1633  | 31 dicembre 1633                   | 15 settembre 1637                 | 15 settembre 1637 | Ermanno IV       |
|          | Cunegonda Giuliana di Anhalt-Dessau       | Giovanni Giorgio I, Principe di Anhalt-Dessau (Ascania)                              | 17 febbraio 1608   | 2 gennaio 1642    | 2 gennaio 1642                     | 25 marzo 1658 morte del marito    | 26 settembre 1683 | Ermanno IV       |
|          | Maria Eleonora di Solms-Lich              | Filippo I, Conte di Solms-Lich-Hohensolms (Solms-Lich-Hohensolms)                    | 6 dicembre 1632    | 1647              | 25 marzo 1658 ascesa del marito    | 2 agosto 1689                     | 2 agosto 1689     | Ernesto          |
|          | Eleonora di Löwenstein-Wertheim-Rochefort | Massimiliano Carlo, Principe di Löwenstein-Wertheim-Rochefort (Löwenstein-Wertheim)  | 16 febbraio 1686   | 9 novembre 1704   | 20 novembre 1725 ascesa del marito | 29 novembre 1749 morte del marito | 22 febbraio 1753  | Ernesto Leopoldo |
|          | Sofia di Starhemberg                      | Corrado Sigismondo, Conte di Starhemberg (Starhemberg)                               | 17/28 ottobre 1722 | 25 agosto 1745    | 29 novembre 1749 ascesa del marito | 12 dicembre 1773                  | 12 dicembre 1773  | Costantino       |
|          | Jeanne de Bombelles                       | Conte François Henri de Bombelles                                                    | 22 ottobre 1751    | 27 maggio 1775    | 27 maggio 1775                     | 30 dicembre 1778 morte del marito | 28 novembre 1822  | Costantino       |
|          | Leopoldina del Liechtenstein              | Francesco Giuseppe I, Principe del Liechtenstein (Liechtenstein)                     | 30 gennaio 1754    | 1º settembre 1771 | 30 dicembre 1778 ascesa del marito | 23 marzo 1812 morte del marito    | 16 ottobre 1823   | Carlo Emanuele   |
|          | Elisabetta di Hohenlohe-Langenburg        | Carlo Luigi, Principe di Hohenlohe-Langenburg (Hohenlohe-Langenburg)                 | 22 novembre 1790   | 10 settembre 1812 | 10 settembre 1812                  | 6 ottobre 1830                    | 6 ottobre 1830    | Vittorio Amedeo  |
|          | Eleonora di Salm-Reifferscheidt-Krautheim | Francesco, Principe di Salm-Reifferscheidt-Krautheim (Salm-Reifferscheidt-Krautheim) | 13 luglio 1799     | 19 novembre 1831  | 19 novembre 1831                   | 12 novembre 1834 morte del marito | 10 novembre 1851  | Vittorio Amedeo  |

 Langravia d'Assia-Eschwege (1627–1667) 
| Immagine                                     | Nome                                                  | Padre                                                                  | Nascita         | Matrimonio       | Diventò Langravia                   | Cessò di essere Langravia          | Morte         | Marito   |
| -------------------------------------------- | ----------------------------------------------------- | ---------------------------------------------------------------------- | --------------- | ---------------- | ----------------------------------- | ---------------------------------- | ------------- | -------- |
|                                              | Eleonora Caterina del Palatinato-Zweibrücken-Kleeburg | Giovanni Casimiro, Conte Palatino di Kleeburg (Palatinato-Zweibrücken) | 17 maggio 1626  | 8 settembre 1646 | 8 settembre 1646                    | 24 settembre 1655 morte del marito | 3 marzo 1692  | Federico |
|                                              | Maria Eleonora di Solms-Lich                          | Filippo I, Conte di Solms-Lich-Hohensolms (Solms-Lich-Hohensolms)      | 6 dicembre 1632 | 1647             | 24 settembre 1655 ascesa del marito | 1667                               | 2 agosto 1689 | Ernesto  |
| Il nome è infine cambiato in Assia-Wanfried. |                                                       |                                                                        |                 |                  |                                     |                                    |               |          |

 Langravia d'Assia-Rheinfels (1627–1658) 
| Immagine | Nome                         | Padre                                                             | Nascita         | Matrimonio | Diventò Langravia | Cessò di essere Langravia       | Morte         | Marito  |
| -------- | ---------------------------- | ----------------------------------------------------------------- | --------------- | ---------- | ----------------- | ------------------------------- | ------------- | ------- |
|          | Maria Eleonora di Solms-Lich | Filippo I, Conte di Solms-Lich-Hohensolms (Solms-Lich-Hohensolms) | 6 dicembre 1632 | 1647       | 1647              | 25 marzo 1658 Eredita Rotenburg | 2 agosto 1689 | Ernesto |

 Langravia d'Assia-Wanfried (1676–1755) 
| Immagine | Nome                                                              | Padre                                                                 | Nascita        | Matrimonio        | Diventò Langravia          | Cessò di essere Langravia        | Morte            | marito    |
| -------- | ----------------------------------------------------------------- | --------------------------------------------------------------------- | -------------- | ----------------- | -------------------------- | -------------------------------- | ---------------- | --------- |
|          | Sofia Maddalena di Salm-Reifferscheid                             | Erico Adolfo, Conte di Salm-Reifferscheid (Salm-Reifferscheid)        | 17 giugno 1649 | 24 gennaio 1669   | 1676 creazione di Wanfried | 4/14 aprile 1675                 | 4/14 aprile 1675 | Carlo     |
|          | Giuliana Alessandrina di Leiningen-Dagsburg-Falkenburg-Heidesheim | Emich XIII, Conte di Leiningen-Heidesheim (Leiningen-Heidesheim)      | 21 agosto 1651 | 4 giugno 1678     | 4 giugno 1678              | 19 aprile 1703                   | 19 aprile 1703   | Carlo     |
|          | Ernestina del Palatinato-Sulzbach                                 | Teodoro Eustachio, Conte Palatino di Sulzbach (Wittelsbach)           | 15 maggio 1697 | 19 settembre 1719 | 19 settembre 1719          | 1º aprile 1731 morte del marito  | 14 aprile 1775   | Guglielmo |
|          | Francesca di Hohenlohe-Bartenstein                                | Filippo Carlo, Conte di Hohenlohe-Bartenstein (Hohenlohe-Bartenstein) | 17 agosto 1698 | 11 agosto 1731    | 11 agosto 1731             | 21 ottobre 1755 morte del marito | 11 dicembre 1757 | Cristiano |

 Langravia d'Assia-Philippsthal (1663–1866) 
| Immagine | Nome                                           | Padre                                                       | Nascita           | Matrimonio       | Diventò Langravia                  | Cessò di essere Langravia             | Morte           | Marito             |
| -------- | ---------------------------------------------- | ----------------------------------------------------------- | ----------------- | ---------------- | ---------------------------------- | ------------------------------------- | --------------- | ------------------ |
|          | Caterina Amalia di Solms-Laubach               | Carlo Ottone, Conte di Solms-Laubach (Solms-Laubach)        | 26 settembre 1654 | 16 aprile 1680   | 16 aprile 1680                     | 18 giugno 1721 morte del marito       | 26 aprile 1736  | Filippo            |
|          | Carolina Cristina di Sassonia-Eisenach         | Giovanni Guglielmo III, Duca di Sassonia-Eisenach (Wettin)  | 15 aprile 1699    | 24 novembre 1725 | 24 novembre 1725                   | 25 luglio 1743                        | 25 luglio 1743  | Carlo I            |
|          | Ulrica Eleonora d'Assia-Philippsthal-Barchfeld | Guglielmo, Langravio d'Assia-Philippsthal-Barchfeld (Assia) | 27 aprile 1732    | 22 giugno 1755   | 8 maggio 1770 ascesa del marito    | 2 February 1795                       | 2 February 1795 | Guglielmo          |
|          | Carolina d'Assia-Philippsthal                  | Carlo, Principe Ereditario d'Assia-Philippsthal (Assia)     | 10 febbraio 1793  | 17 febbraio 1812 | 16 febbraio 1816 ascesa del marito | 25 dicembre 1849 morte del marito     | 9 febbraio 1869 | Ernesto Costantino |
|          | Maria di Württemberg                           | Duca Eugenio di Württemberg (Württemberg)                   | 25 marzo 1818     | 9 ottobre 1845   | 25 dicembre 1849 ascesa del marito | 1866 langraviato annesso alla Prussia | 10 aprile 1888  | Carlo II           |

 Langravia d'Assia-Philippsthal-Barchfeld (1721–1866) 
| Immagine | Nome                                                    | Padre                                                                     | Nascita          | Matrimonio        | Diventò Langravia                | Cessò di essere Langravia       | Morte            | Marito    |
| -------- | ------------------------------------------------------- | ------------------------------------------------------------------------- | ---------------- | ----------------- | -------------------------------- | ------------------------------- | ---------------- | --------- |
|          | Carlotta Guglielmina di Anhalt-Bernburg-Schaumburg-Hoym | Lebrecht, Principe di Anhalt-Zeitz-Hoym (Ascania)                         | 24 novembre 1704 | 31 ottobre 1724   | 31 ottobre 1724                  | 13 maggio 1761 morte del marito | 11 novembre 1766 | Guglielmo |
|          | Sofia Enrichetta di Salm-Grumbach                       | Carlo, Conte di Salm-Grumbach (Salm-Grumbach)                             | 1740             | 15 gennaio 1772   | 15 gennaio 1772                  | 1772 il marito perde il titolo  | 20 febbraio 1800 | Federico  |
|          | Luisa di Sassonia-Meiningen                             | Antonio Ulrico, Duca di Sassonia-Meiningen (Wettin)                       | 6 agosto 1752    | 18 ottobre 1781   | 18 ottobre 1781                  | 17 luglio 1803 morte del marito | 3 giugno 1805    | Adolfo    |
|          | Augusta di Hohenlohe-Ingelfingen                        | Federico Luigi, Principe di Hohenlohe-Ingelfingen (Hohenlohe-Ingelfingen) | 16 novembre 1793 | 19 luglio 1816    | 19 luglio 1816                   | 8 giugno 1821                   | 8 giugno 1821    | Carlo     |
|          | Sofia di Bentheim e Steinfurt                           | Luigi, Principe di Bentheim e Steinfurt (Bentheim-Steinfurt)              | 6 gennaio 1794   | 10 settembre 1823 | 10 settembre 1823                | 17 luglio 1854 morte del marito | 6 maggio 1873    | Carlo     |
|          | Luisa di Prussia                                        | Principe Carlo di Prussia (Hohenzollern)                                  | 1º marzo 1829    | 27 giugno 1854    | 17 luglio 1854 ascesa del marito | 1861 divorzio                   | 10 maggio 1901   | Alessio   |

## Assia-Marburgo
Langravia d'Assia-Marburgo (1567–1604) 
| Immagine | Nome                        | Padre                                         | Nascita         | Matrimonio     | Diventò Langravia               | Cessò di essere Langravia       | Morte        | Marito   |
| -------- | --------------------------- | --------------------------------------------- | --------------- | -------------- | ------------------------------- | ------------------------------- | ------------ | -------- |
|          | Edvige di Württemberg       | Cristoforo, Duca di Württemberg (Württemberg) | 15 gennaio 1547 | 10 maggio 1563 | 31 marzo 1567 ascesa del marito | 4 marzo 1590                    | 4 marzo 1590 | Luigi IV |
|          | Maria di Mansfeld-Hinterort | Giovanni I, Conte di Mansfeld-Hinterort       | 3 marzo 1567    | 4 luglio 1591  | 4 luglio 1591                   | 9 ottobre 1604 morte del marito | 1625 o 1635  | Luigi IV |

## Assia-Rheinfels
Langravia d'Assia-Rheinfels (1567–1583) 
| Immagine | Nome                           | Padre                                         | Nascita        | Matrimonio      | Diventò Langravia | Cessò di essere Langravia         | Morte             | Marito     |
| -------- | ------------------------------ | --------------------------------------------- | -------------- | --------------- | ----------------- | --------------------------------- | ----------------- | ---------- |
|          | Anna Elisabetta del Palatinato | Federico III, Elettore Palatino (Wittelsbach) | 23 luglio 1549 | 18 gennaio 1569 | 18 gennaio 1569   | 30 novembre 1583 morte del marito | 20 settembre 1609 | Filippo II |

## Assia-Darmstadt
Langravia di Assia-Darmstadt (1627-1834) 
| Immagine | Nome                                           | Padre                                                                 | Nascita          | Matrimonio       | Diventò Langravia                 | Cessò di essere Langravia             | Morte            | Marito        |
| -------- | ---------------------------------------------- | --------------------------------------------------------------------- | ---------------- | ---------------- | --------------------------------- | ------------------------------------- | ---------------- | ------------- |
|          | Maddalena di Lippe                             | Bernardo VIII di Lippe (Lippe)                                        | 24 febbraio 1552 | 17 agosto 1572   | 17 agosto 1572                    | 26 febbraio 1587                      | 26 febbraio 1587 | Giorgio I     |
|          | Eleonora di Württemberg                        | Cristoforo, Duca di Württemberg (Württemberg)                         | 22 marzo 1552    | 25 maggio 1589   | 25 maggio 1589                    | 7 febbraio 1596 morte del marito      | 12 January 1618  | Giorgio I     |
|          | Maddalena di Brandeburgo                       | Giovanni Giorgio, Elettore di Brandeburgo (Hohenzollern)              | 7 gennaio 1582   | 5/14 giugno 1598 | 5/14 giugno 1598                  | 4 maggio 1616                         | 4 maggio 1616    | Luigi V       |
|          | Sofia Eleonora di Sassonia                     | Giovanni Giorgio I, Elettore di Sassonia (Wettin)                     | 23 novembre 1609 | 1º aprile 1627   | 1º aprile 1627                    | 11 giugno 1661 morte del marito       | 2 giugno 1671    | Giorgio II    |
|          | Maria Elisabetta di Holstein-Gottorp           | Federico III, Duca di Holstein-Gottorp (Holstein-Gottorp)             | 6 giugno 1634    | 24 novembre 1650 | 11 giugno 1661 ascesa del marito  | 17 giugno 1665                        | 17 giugno 1665   | Luigi VI      |
|          | Elisabetta Dorotea di Sassonia-Gotha-Altenburg | Ernesto II, Duca di Sassonia-Gotha (Wettin)                           | 8 gennaio 1640   | 5 dicembre 1666  | 5 dicembre 1666                   | 24 aprile 1678 morte del marito       | 24 agosto 1709   | Luigi VI      |
|          | Dorotea Carlotta di Brandeburgo-Ansbach        | Alberto II, Margravio di Brandeburgo-Ansbach (Hohenzollern)           | 28 novembre 1661 | 1º dicembre 1687 | 1º dicembre 1687                  | 15 novembre 1705                      | 15 novembre 1705 | Ernesto Luigi |
|          | Carolina del Palatinato-Zweibrücken-Birkenfeld | Cristiano III, Conte Palatino di Zweibrücken (Palatinato-Zweibrücken) | 9 marzo 1721     | 12 agosto 1741   | 17 ottobre 1768 ascesa del marito | 30 marzo 1774                         | 30 marzo 1774    | Luigi IX      |
|          | Luisa d'Assia-Darmstadt                        | Langravio Giorgio Guglielmo d'Assia-Darmstadt (Assia-Darmstadt)       | 15 febbraio 1761 | 19 febbraio 1777 | 6 aprile 1790 ascesa del marito   | 13 agosto 1806 elevata a Granduchessa | 24 ottobre 1829  | Luigi X       |

 Langravia d'Assia-Butzbach (1609–1643) 
| Immagine | Nome                                  | Padre                                             | Nascita           | Matrimonio     | Diventò Langravia | Cessò di essere Langravia       | Morte         | Marito      |
| -------- | ------------------------------------- | ------------------------------------------------- | ----------------- | -------------- | ----------------- | ------------------------------- | ------------- | ----------- |
|          | Anna Margherita di Diepholz           | Federico II, Conte di Diepholz                    | 22 luglio 1580    | 29 luglio 1610 | 29 luglio 1610    | 9 agosto 1629                   | 9 agosto 1629 | Filippo III |
|          | Cristina Sofia della Frisia Orientale | Enno III, Conte della Frisia Orientale (Cirksena) | 26 settembre 1609 | 2 giugno 1632  | 2 giugno 1632     | 28 aprile 1643 morte del marito | 20 marzo 1658 | Filippo III |

 Langravia d'Assia-Homburg (1622-1866) 
| Immagine | Nome                                          | Padre                                                             | Nascita          | Matrimonio                 | Diventò Langravia                   | Cessò di essere Langravia                                            | Morte             | Marito               |
| -------- | --------------------------------------------- | ----------------------------------------------------------------- | ---------------- | -------------------------- | ----------------------------------- | -------------------------------------------------------------------- | ----------------- | -------------------- |
|          | Margherita Elisabetta di Leiningen-Westerburg | Cristoforo, Conte di Leiningen-Westerburg (Leiningen)             | 30 giugno 1604   | 10 agosto 1622             | 10 agosto 1622                      | 9 maggio 1638 morte del marito                                       | 13 agosto 1667    | Federico I           |
|          | Sofia Eleonora d'Assia-Darmstadt              | Giorgio II, Langravio d'Assia-Darmstadt (Assia)                   | 7 gennaio 1634   | 21 aprile 1650             | 21 aprile 1650                      | 7 ottobre 1663                                                       | 7 ottobre 1663    | Guglielmo Cristoforo |
|          | Anna Elisabetta di Sassonia-Lauenburg         | Augusto, Duca di Sassonia-Lauenburg (Ascania)                     | 23 agosto 1624   | 2 aprile 1665              | 2 aprile 1665                       | 1669 marito vende il titolo mantenendo però Bingenheim               | 27 maggio 1688    | Guglielmo Cristoforo |
|          | Anna Caterina Pogwitsch                       | -                                                                 | 1633/8           | 11 ottobre 1666            | 1669 marito acquista il Langraviato | 1671 ipoteca il Langraviato a due mercanti e poi all'Assia-Darmstadt | 18 maggio 1694    | Giorgio Cristiano    |
|          | Luisa Elisabetta di Curlandia                 | Giacomo Kettler, Duca di Curlandia (Kettler)                      | 12 agosto 1646   | 23 ottobre/2 novembre 1670 | 1679 marito riscatta il Langraviato | 16 dicembre 1690                                                     | 16 dicembre 1690  | Federico II          |
|          | Sofia Sibilla di Leiningen-Westerburg         | Cristoforo, Conte di Leiningen-Westerburg (Leiningen)             | 14 giugno 1656   | 15 novembre 1691           | 15 novembre 1691                    | 24 gennaio 1708 morte del marito                                     | 13 aprile 1724    | Federico II          |
|          | Elisabetta Dorotea d'Assia-Darmstadt          | Luigi VI, Langravio d'Assia-Darmstadt (Assia)                     | 24 aprile 1676   | 14/24 febbraio 1700        | 24 gennaio 1708 ascesa del marito   | 9 settembre 1721                                                     | 9 settembre 1721  | Federico III         |
|          | Cristiana Carlotta di Nassau-Ottweiler        | Federico Luigi, Conte di Nassau-Ottweiler (Nassau)                | 2 settembre 1685 | 17 ottobre 1728            | 17 ottobre 1728                     | 8 giugno 1746 morte del marito                                       | 6 novembre 1761   | Federico III         |
|          | Ulrica Luisa di Solms-Braunfels               | Federico Guglielmo, Principe di Solms-Braunfels (Solms-Braunfels) | 1º maggio 1731   | 10 ottobre 1746            | 10 ottobre 1746                     | 7 febbraio 1751 morte del marito                                     | 12 settembre 1792 | Federico IV          |
|          | Carolina d'Assia-Darmstadt                    | Luigi IX, Langravio d'Assia-Darmstadt (Assia)                     | 2 marzo 1746     | 27 settembre 1768          | 27 settembre 1768                   | 20 gennaio 1820 morte del marito                                     | 18 settembre 1821 | Federico V           |
|          | Elisabetta di Gran Bretagna                   | Giorgio III del Regno Unito (Hannover)                            | 22 maggio 1770   | 7 aprile 1818              | 20 gennaio 1820 ascesa del marito   | 2 aprile 1829 morte del marito                                       | 10 gennaio 1840   | Federico VI          |
|          | Luisa Federica di Anhalt-Dessau               | Federico, Principe Ereditario di Anhalt-Dessau (Ascania)          | 1º marzo 1798    | 12 febbraio 1818           | 15 dicembre 1846 ascesa del marito  | 8 settembre 1848 morte del marito                                    | 11 giugno 1858    | Gustavo              |

## Elettorato d'Assia
Elettrice d'Assia (1803-1866) 
| Immagine | Nome                              | Padre                                           | Nascita        | Matrimonio        | Diventò Elettrice | Cessò di essere Elettrice | Morte            | Marito       |
| -------- | --------------------------------- | ----------------------------------------------- | -------------- | ----------------- | ----------------- | ------------------------- | ---------------- | ------------ |
|          | Guglielmina Carolina di Danimarca | Federico V di Danimarca (Oldenburg)             | 10 luglio 1747 | 1º settembre 1764 | 15 maggio 1803    | 14 gennaio 1820           | 14 gennaio 1820  | Guglielmo I  |
|          | Augusta di Prussia                | Federico Guglielmo II di Prussia (Hohenzollern) | 1º maggio 1780 | 13 febbraio 1797  | 27 febbraio 1821  | 19 febbraio 1841          | 19 febbraio 1841 | Guglielmo II |

 Elettrice titolare d'Assia (dal 1866) 
| Immagine | Nome                     | Padre                                          | Nascita         | Matrimonio        | Diventò Elettrice titolare | Cessò di essere Elettrice titolare | Morte           | Marito             |
| -------- | ------------------------ | ---------------------------------------------- | --------------- | ----------------- | -------------------------- | ---------------------------------- | --------------- | ------------------ |
|          | Anna di Prussia          | Carlo di Prussia (Hohenzollern)                | 17 maggio 1836  | 26 maggio 1853    | 6 gennaio 1875             | 14 ottobre 1884                    | 12 giugno 1918  | Federico Guglielmo |
|          | Margherita di Prussia    | Federico III di Germania (Hohenzollern)        | 22 aprile 1872  | 25 gennaio 1893   | 15 marzo 1925              | 28 maggio 1940                     | 22 gennaio 1954 | Federico Carlo     |
|          | Mafalda di Savoia        | Vittorio Emanuele III d'Italia (Savoia)        | 2 novembre 1902 | 23 settembre 1925 | 28 maggio 1940             | 27 agosto 1944                     | 27 agosto 1944  | Filippo            |
|          | Floria von Faber-Castell | Hubertus von Faber-Castell (von Faber-Castell) | 14 ottobre 1974 | 25 aprile 2003    | 23 maggio 2013             |                                    |                 | Donato             |

## Granducato d'Assia
Granduchessa d'Assia e del Reno (1806–1918) 
| Immagine | Nome                                      | Padre                                                      | Nascita           | Matrimonio       | Diventò Granduchessa | Cessò di essere Granduchessa | Morte            | Marito        |
| -------- | ----------------------------------------- | ---------------------------------------------------------- | ----------------- | ---------------- | -------------------- | ---------------------------- | ---------------- | ------------- |
|          | Luisa d'Assia-Darmstadt                   | Giorgio Guglielmo d'Assia-Darmstadt (Assia-Darmstadt)      | 15 febbraio 1761  | 19 febbraio 1777 | 13 agosto 1806       | 24 ottobre 1829              | 24 ottobre 1829  | Luigi I       |
|          | Guglielmina di Baden                      | Carlo Luigi di Baden (Zähringen)                           | 21 settembre 1788 | 19 giugno 1804   | 16 aprile 1830       | 27 gennaio 1836              | 27 gennaio 1836  | Luigi II      |
|          | Matilde Carolina di Baviera               | Luigi I di Baviera (Wittelsbach)                           | 30 agosto 1813    | 26 dicembre 1833 | 16 giugno 1848       | 25 agosto 1862               | 25 agosto 1862   | Luigi III     |
|          | Alice di Gran Bretagna                    | Alberto di Sassonia-Coburgo-Gotha (Sassonia-Coburgo-Gotha) | 25 aprile 1843    | 1º luglio 1862   | 13 giugno 1877       | 14 dicembre 1878             | 14 dicembre 1878 | Luigi IV      |
|          | Vittoria Melita di Sassonia-Coburgo-Gotha | Alfredo di Sassonia-Coburgo-Gotha (Sassonia-Coburgo-Gotha) | 25 novembre 1876  | 9 aprile 1894    | 9 aprile 1894        | 21 dicembre 1901             | 1º marzo 1936    | Ernesto Luigi |
|          | Eleonora di Solms-Hohensolms-Lich         | Ermanno di Solms-Hohensolms-Lich (Solms-Hohensolms-Lich)   | 17 settembre 1871 | 2 febbraio 1905  | 2 febbraio 1905      | 9 novembre 1918              | 16 novembre 1937 | Ernesto Luigi |

 Granduchessa titolare d'Assia e del Reno (1918-1968) 
| Immagine                                              | Nome                              | Padre                                                       | Nascita           | Matrimonio       | Diventò Granduchessa titolare | Cessò di essere Granduchessa titolare | Morte            | Marito         |
| ----------------------------------------------------- | --------------------------------- | ----------------------------------------------------------- | ----------------- | ---------------- | ----------------------------- | ------------------------------------- | ---------------- | -------------- |
|                                                       | Eleonora di Solms-Hohensolms-Lich | Ermanno di Solms-Hohensolms-Lich (Solms-Hohensolms-Lich)    | 17 settembre 1871 | 2 febbraio 1905  | 9 novembre 1918               | 9 ottobre 1937                        | 16 novembre 1937 | Ernesto Luigi  |
|                                                       | Cecilia di Grecia                 | Andrea di Grecia (Schleswig-Holstein-Sonderburg-Glücksburg) | 22 giugno 1911    | 2 febbraio 1931  | 9 ottobre 1937                | 16 novembre 1937                      | 16 novembre 1937 | Giorgio Donato |
|                                                       | Margaret Campbell-Geddes          | Auckland Geddes, I barone Geddes (Campbell-Geddes)          | 18 marzo 1913     | 17 novembre 1937 | 17 novembre 1937              | 20 maggio 1968                        | 26 gennaio 1997  | Luigi          |
| Titolo in pretesa passato al ramo degli Assia-Kassel. |                                   |                                                             |                   |                  |                               |                                       |                  |                |